# Concurso de comprobación de contraseñas
El Concurso de comprobación de contraseñas fue un concurso abierto anunciado en 2013 para seleccionar una o más funciones de derivación de clave que puedan ser reconocidas como un estándar recomendado. Se basó en el exitoso proceso del Estándar de Cifrado Avanzado y en la competencia funciones de hash NIST, pero organizada directamente por criptógrafos y profesionales de seguridad. El 20 de julio de 2015, Argón2 fue seleccionado como el ganador final del PHC, con un reconocimiento especial de otros 4 esquemas de hash de contraseñas: Catena, Lyra2, yescrypt y Makwa.
Uno de los objetivos del concurso de comprobación de contraseñas era concienciar sobre la necesidad de contar con algoritmos sólidos de comprobación de contraseñas  con la esperanza de evitar que se repitieran infracciones de contraseñas anteriores que implicaran una comprobación débil o nula, como las de
RockYou (2009),
JIRA,
Gawker (2010),
PlayStation Red outage,
Battlefield Héroes (2011),
eHarmony,
Linkedin,
Adobe,
ASUS,
Departamento de Hacienda de Carolina del Sur (2012),
Evernote,
Ubuntu Forums (2013),
etc.
Los organizadores estuvieron en contacto con el NIST, esperando un impacto en sus recomendaciones.